# Hamsat Shadalov
Hamsat Shadalov (Groznyj, 14 ottobre 1998) è un pugile tedesco.
Ha partecipato ai Giochi di Tokyo 2020, gareggiando nella categoria dei Pesi piuma.